# Ngọc Động, Quảng Hòa
Ngọc Động là một xã thuộc huyện Quảng Hòa, tỉnh Cao Bằng, Việt Nam.

## Địa lý
Xã Ngọc Động nằm ở phía tây nam huyện Quảng Hòa, có vị trí địa lý:
- Phía đông giáp xã Hạnh Phúc
- Phía tây giáp huyện Hòa An
- Phía nam xã Tiên Thành
- Phía bắc giáp xã Tự Do.

Xã Ngọc Động có diện tích 48,48 km², dân số năm 2019 là 4.591 người, mật độ dân số đạt 95 người/km².
Trên địa bàn xã Ngọc Động có núi Co Chở cao 825 mét giáp với xã Quang Trung, huyện Hòa An, ngoài ra còn có các ngọn núi như Chắm Ché và núi Y Hà.
Suối Bó Ru chảy qua địa phận xã Ngọc Động.

## Lịch sử
Địa bàn xã Ngọc Động hiện nay trước đây vốn là hai xã Ngọc Động và Hoàng Hải thuộc huyện Quảng Uyên.
Ngày 9 tháng 9 năm 2019, Hội đồng Nhân dân tỉnh Cao Bằng ban hành Nghị quyết số 27/NQ-HĐND về việc sáp nhập một số xóm thuộc hai xã Ngọc Động và Hoàng Hải.
Trước khi sáp nhập, xã Ngọc Động có diện tích 23,61 km², dân số là 2.825 người, mật độ dân số đạt 120 người/km², có 7 xóm:Đống Đa, Ngọc Chung, Ngọc Nam, Ngọc Sơn, Phia Đổng - Nà Du, Tam Hợp, Tẩư Thoong. Xã Hoàng Hải có diện tích 24,87 km², dân số là 1.766 người, mật độ dân số đạt 71 người/km², có 6 xóm: Chính Mông, Cốc Bó, Lũng Muông,Thái Cường, Thông Thá, Tri Phương.
Ngày 10 tháng 1 năm 2020, Ủy ban Thường vụ Quốc hội ban hành Nghị quyết số 864/NQ-UBTVQH14 về việc sắp xếp các đơn vị hành chính cấp huyện, cấp xã thuộc tỉnh Cao Bằng (nghị quyết có hiệu lực từ ngày 1 tháng 2 năm 2020). Theo đó, sáp nhập toàn bộ diện tích và dân số của xã Hoàng Hải vào xã Ngọc Động.
Ngày 1 tháng 3 năm 2020, huyện Quảng Uyên giải thể để tái lập huyện Quảng Hòa. Xã Ngọc Động thuộc huyện Quảng Hòa như hiện nay.

## Hành chính
Xã Ngọc Động được chia thành 13 xóm:Chính Mông, Cốc Bó, Đống Đa, Lũng Muông,Ngọc Chung, Ngọc Nam, Ngọc Sơn, Phia Đổng - Nà Du, Tam Hợp, Tẩư Thoong, Thái Cường, Thông Thá, Tri Phương.